# مهدی رئیس‌فیروز
مهدی رئیس فیروز (۱۳۰۶ در تهران – ۲۴ اسفند ۱۳۹۷ در تورنتو) کارگردان، فیلم‌نامه‌نویس، تهیه‌کننده و هنرپیشه اهل ایران بود. مهدی رئیس فیروز ، فارغ التحصیل هنرستان هنرپیشگی بود و فعالیت سینمایی خود را را با بازی در فیلم «عمر دوباره» به كارگردانی پرویز خطیبی آغاز کرد و با كارگرانی فیلم «ولگرد» به فعالیت خود ادامه داد.

## بازیگر
1. ضربه طوفان (۱۳۷۲)
2. آلما (۱۳۷۱)
3. بیست سال انتظار (۱۳۴۵) (کارگردان)
4. دختر کدخدا (۱۳۴۵) (نویسنده و کارگردان)
5. سرسام (۱۳۴۴)
6. ترانه‌های روستائی (۱۳۴۳)
7. مسیر رودخانه (۱۳۴۳)
8. مروارید سیاه (۱۳۳۹) (کارگردان)
9. فرشته وحشی (۱۳۳۸) (نویسنده و کارگردان)
10. شب‌نشینی در جهنم (۱۳۳۵)
11. عمر دوباره (۱۳۳۱)

## کارگردان
1. کوچ (۱۳۵۶)
2. غیرت (۱۳۵۵)
3. هم‌قسم (۱۳۵۴)
4. آقا رضای گل (۱۳۵۳)
5. این دست کجه (۱۳۵۳)
6. ماجراجویان خشن (۱۳۵۳)
7. لج و لجبازی (۱۳۵۱)
8. مرغ تخم طلا (۱۳۵۱)
9. دلقک‌ها (۱۳۵۰)
10. نوبر اصفهان (۱۳۵۰)
11. بازی خطرناک (۱۳۴۸)
12. سرود زندگی (۱۳۴۸)
13. رودخانه وحشی (۱۳۴۷)
14. گرداب گناه (۱۳۴۷)
15. یوسف و زلیخا (۱۳۴۷)
16. ایمان  (۱۳۴۶)
17. زیر گنبد کبود (۱۳۴۶) (تهیه‌کننده)
18. بیست سال انتظار (۱۳۴۵) (بازیگر)
19. دختر کدخدا (۱۳۴۵) (نویسنده و بازیگر)
20. گلی در شوره‌زار (۱۳۴۰) (نویسنده و تهیه‌کننده)
21. مروارید سیاه (۱۳۳۹) (بازیگر)
22. پیمان / پیمان دوستی (۱۳۳۸)
23. فرشته وحشی (۱۳۳۸) (نویسنده و بازیگر)

از راست عبدالله بوتیمار، مهدی رئیس‌فیروز، جلال پیشوائیان و نعمت‌الله پیشوائیان

24. می‌میرم برای پول (۱۳۳۸)
25. رستم و سهراب (۱۳۳۶)
26. پایان رنج‌ها (۱۳۳۴) (نویسنده)
27. لغزش (۱۳۳۲) (نویسنده)
28. ولگرد (۱۳۳۱) (نویسنده)

## نویسنده و کارگردان
1. سرود زندگی (۱۳۴۸)
2. گرداب گناه (۱۳۴۷)
3. ایمان (۱۳۴۶)
4. دختر کدخدا (۱۳۴۵) (بازیگر)
5. گلی در شوره‌زار (۱۳۴۰) (تهیه‌کننده)
6. پیمان / پیمان دوستی (۱۳۳۸)
7. فرشته وحشی (۱۳۳۸) (بازیگر)
8. پایان رنج‌ها (۱۳۳۴)
9. لغزش (۱۳۳۲)
10. ولگرد (۱۳۳۱)

## تهیه‌کننده و کارگردان
1. زیر گنبد کبود (۱۳۴۶)
2. گلی در شوره‌زار (۱۳۴۰) (و نویسنده)